# Revolución de mayo de 1811
La  Revolución de mayo de 1811 fue la incruenta acción cívico-militar que tuvo lugar en Asunción (Paraguay) los días 14 y 15 de mayo de 1811, por la cual se incorporaron al gobernador español Bernardo de Velasco dos consocios, el doctor José Gaspar Rodríguez de Francia y Juan Valeriano de Zeballos. El principal objetivo de esta medida fue asegurar la autonomía soberana de la provincia del Paraguay frente a todo poder extranjero y convocar rápidamente a un congreso que debía determinar una nueva forma del Gobierno.

## Antecedentes

### Invasiones inglesas al Río de la Plata
Un hecho que traería importantes consecuencias para la provincia del Paraguay fueron las invasiones inglesas al Río de la Plata. En junio de 1806 fuerzas regulares inglesas se apoderaron de Buenos Aires y el virrey Rafael de Sobremonte y sus principales allegados huyeron hacia Córdoba. El 14 de julio el virrey pidió auxilio de tropas a la provincia del Paraguay. Los regimientos paraguayos carecían de soldados y equipos adecuados. La elección del coronel José de Espínola y Peña como jefe de la expedición a enviar a Buenos Aires no pudo ser peor. Como los mejores hombres estaban exentos del servicio militar por estar matriculados en la Real Renta de Tabaco, Espínola realizó un enrolamiento forzoso sin miramiento alguno. Esto aumentó las deserciones y las quejas. El 4 de agosto partieron de Asunción 546 hombres en tres barcos que el 1 de septiembre se detuvieron en San Nicolás de los Arroyos. Mientras tanto, el 12 de agosto, la ciudad de Buenos Aires fue retomada por Santiago de Liniers. 
Dado que era razonable esperar otra invasión ya que la flota inglesa seguía bloqueando el Río de la Plata, Liniers gestionó ante el virrey que parte o la totalidad de esa fuerza paraguaya  fuera incorporada a la guarnición de Buenos Aires. Pero Sobremonte ordenó que marcharan a Montevideo donde  acamparon en el paraje La Florida, a unos 8 km de esa ciudad. No obstante algunos escuadrones quedaron como instructores en la denominada «Caballería de Pueyrredón» acantonada en Buenos Aires.
Sobremonte hizo una nueva petición de auxilio a la provincia. Dada la conmoción pública que produjo la anterior leva forzosa, el gobernador Bernardo de Velasco contestó al virrey que corría el riesgo de pasar «vergüenza de ser detenido o el desaire de salir de la provincia como un prófugo». De todas maneras Velasco envió otros 407 hombres y personalmente partió hacia Buenos Aires. 
El 20 de enero de 1807 el virrey Sobremonte, con 12 000 hombres, libró una batalla regular a campo abierto en las lomas de Buceo, cerca de Montevideo. Luego de unas horas de combate, el virrey huyó hacia el interior del país y el resto de su ejército se desbandó. Los dos regimientos paraguayos fueron aniquilados por los ingleses sufriendo gran cantidad de bajas. Una parte de los sobrevivientes se retiró hacia la fortaleza de Montevideo y de allí pudieron escapar hacia Colonia y luego a Buenos Aires. Otros se internaron en el interior de la campaña rumbo al Paraguay.
Entre los que fueron a Buenos Aires estaban el teniente Fulgencio Yegros, herido de muerte, su hermano el cadete Antonio Tomas Yegros, los subtenientes Fernando de la Mora, Juan Francisco Recalde, Bonifacio Vicente Ramos y muchos más. En el grupo que sufrió las consecuencias del largo retorno, que para algunos significó un año de andanzas, figuraron Manuel Atanasio Cabañas (que sufrió la muerte de un hijo en el camino), Juan Manuel Gamarra, Pedro Mier y quizás Mauricio José Troche. Estos se hicieron antiporteñistas porque consideraron que Buenos Aires los había traicionado al no enviar tropas auxiliares a Montevideo. Esto motivó que los calificaran posteriormente con el mote de «chapetones». Muchos de los que, librados a su suerte, deambularon por la Banda Oriental, recibieron el auxilio de José Gervasio Artigas, experimentado oficial de Blandengues que también había combatido en la batalla del Buceo, creándose así una relación de amistad y camaradería que tendría importancia años más tarde.
El rechazo que provocó en la provincia del Paraguay la lamentable experiencia de este auxilio militar  se reavivó instantáneamente cuando Espínola y Peña, como enviado de la junta de Buenos Aires en junio de 1810, intentó reclutar nuevamente soldados en Pilar para enviarlos a Buenos Aires. 
La mayoría de los oficiales paraguayos que enfrentaron a Belgrano en Paraguarí y Tacuarí habían combatido en 1807 contra los ingleses. El comandante Cabañas respondió  las "propuestas" que hizo Belgrano después de su capitulación comparando con amargura e ironía ambas experiencias bélicas:

[El Paraguay] también  ha dado auxilio de armas y tropas al Río de la Plata repetidas veces porque la ha pedido, pero no ha tenido las resultas favorables a su mérito, y lejos de algún respeto se le compensa [ahora] con un ejército auxiliar[el de Belgrano] quexd jamás ha pedido. Cabañas a Belgrano, Tacuarí, 10 de marzo de 1811 en (Instituto Belgraniano Central, 1982, p. 486, tomo III, vol. 1)

### Crisis cataclísmica
A partir de los sucesos ocurridos en España en el año 1808, que el historiador  François-Xavier Guerra caracterizó como «crisis cataclísmica», comenzó la disgregación de la soberanía, que de estar concentrada en el monarca, se distribuyó en «los pueblos». Esto significó para estos asumir nuevos desafíos de gobernabilidad relacionados con la forma de ejercicio de dicha soberanía, entendiéndose como «pueblos», en el lenguaje de la época, los pueblos de las ciudades representados a través de sus ayuntamientos, y por «gobernabilidad» la capacidad de las autoridades legalmente constituidas de hacerse obedecer sin recurrir, salvo excepción, al uso de la fuerza con lo cual se acerca y casi se identifica con la "legitimidad".
El trono vacío o vacatio regis, la invasión napoleónica y la imposición de José I Bonaparte como monarca, lanzó al pueblo español a resistir y organizarse espontáneamente en diversas juntas que se declararon soberanas y gubernativas. El 22 de enero de 1809, la Junta Suprema Central, para enfrentar a José I que quería incorporar representantes de los virreinatos a una Convención en Bayona, decidió hacer lo mismo, lo que implicó la reinterpretación de que estos diez principales distritos americanos elegidos eran reinos y no colonias. Este cambio, «substancial» y «cualitativo», provocó que en 1810, cuando la Junta Suprema Central fue reemplazada por el Consejo de Regencia, muchas ciudades americanas desconocieran su autoridad por ilegítima pues su conformación se había hecho sin la participación activa de los pueblos americanos.
En el Virreinato del Río de la Plata, a estos sucesos de 1808, se sumaron el impacto de hechos anteriores: la  independencia norteamericana, la Revolución francesa, la revolución de los esclavos en Haití y  las invasiones inglesas al Río de la Plata. Sin embargo: 

«»Si algo destacó en la crisis de 1808 en América, no fue la debilidad del imperio, sino su fortaleza ideológica y política y, en general, el respeto a las instituciones españolas, pero también la conciencia [...] de que podía ser la coyuntura oportuna para establecer los cambios reformistas demandados durante el último tercio del siglo XVIII, como la libertad de comercio, de cultivo y de industria o la paridad en los cargos políticos y administrativos entre españoles y americanos». (Frasquet, Chust, 2013, p. 98)

En el periodo que va desde 1808 a 1810, se produjeron otras novedades que si bien no alteraron la relación con la metrópoli y la monarquía española, afectaron más directamente a la provincia del Paraguay:
- El requerimiento de la Junta Suprema Central de jurar fidelidad a Fernando VII, la que se realizó en Asunción el 16 de octubre de 1808 y el nombramiento de Baltasar Hidalgo de Cisneros como virrey del Río de la Plata en sustitución de Santiago de Liniers a fines de julio de 1809.
- El requerimiento de elegir un diputado para integrar la Junta Suprema Central realizada en agosto de 1809 en la cual resultó elegido el doctor José Gaspar Rodríguez de Francia. Este episodio creó un espacio político hasta entonces inexistente: la idea de una representación en la que la provincia adquiría una soberanía parcial.[10]
- En Asunción, a fines de 1809 se detuvo a cinco franceses, de los cuales uno, por su avanzada edad, quedó en libertad. Dos meses  después, y a pedido del virrey Cisneros, Velasco estableció un "Juzgado de Vigilancia" que debía perseguir a los que promovieran y difundieran ideas del "partido francés" y a los que esparcieran falsas noticias sobre el gobierno queriendo «alterar su forma de constitución» y por ese medio atacar a las autoridades legítimas.[11]
- La impresión de que la guerra contra Napoleón estaba perdida debido a la derrota de Ocaña en noviembre de 1809, la disolución de la Junta Central en enero de 1810 y la ocupación francesa de Andalucía también acrecentó el peligro de someterse al dominio francés y creó desconfianza en las nuevas autoridades peninsulares. Todo esto dio lugar en América a la creación de juntas en Caracas, Cartagena, Santafé de Bogotá, Santiago de Chile, y en Buenos Aires. Esta "eclosión juntera" que se produjo en la América española, puso en evidencia la manera como fue procesada en diferentes lugares el problema de la "soberanía" y la "representación". El surgimiento simultáneo y la gran variedad de estos movimientos lo llevaron a cabo cuerpos colegiados de base local utilizando el derecho y las creencias vigentes. La aspiración generalizada de las elites de cada lugar fue preservar inicialmente su poder y negociar un mayor margen de autonomía frente a la metrópoli.[12]

La constitución de una Junta en Buenos Aires que reemplazó al Virrey Cisneros el 25 de mayo de 1810 impactó directamente en la provincia del Paraguay. Al igual de lo que sucedió en otras "capitales" virreinales, la elite de Buenos Aires pretendió heredar el poder y los privilegios de que gozaba como submetrópoli administrativa y económica del virreinato. Para la provincia del Paraguay, superar este primer intento político, económico y militar de «concentración del poder» por parte de la junta de Buenos Aires desde el momento de su constitución, implicó demorar, hasta junio de 1811, su incorporación al movimiento juntero  que, con diversas características, se dio en 1810 en distintas ciudades de la América española.

## Congreso del 24 de julio de 1810
Con la celebración de este congreso se inauguró en el Paraguay un proceso de transformación política que se caracterizó por:
1. La convocatoria periódica de sucesivos congresos para elegir nuevos organismos políticos.
2. La modificación de dos principios tradicionales: el reparto en «los pueblos» de la soberanía que antes estaba concentrada en el monarca y la progresiva ampliación de la "representación" política a nuevos sectores de la sociedad.
3. La constante defensa de la autonomía del Paraguay  frente a todo poder externo.
4. La concentración progresiva del poder político, proceso que culminará seis años después, con la instauración de la Dictadura Perpetua del doctor José Gaspar Rodríguez de Francia.[14]

### Primer contacto de la junta de Buenos Aires con Asunción
El 21 de junio de 1810, llegó a Asunción el enviado de la junta de Buenos Aires, el coronel de milicias José de Espínola y Peña.
Los miembros de la junta de Buenos Aires estaban al tanto de la enemistad entre Espínola y Peña y el gobernador del Paraguay Bernardo de Velasco. Con justas razones, el gobernador lo había destituido dos veces de su cargo y luego había manifestado al virrey Cisneros que volver a rever esta decisión crearía «un disgusto general en esta provincia». La Junta también sabía que el cabildo de Asunción había solicitado al virrey que no volviera a darle cargo alguno en el Paraguay.
Pese a estos antecedentes la Junta decidió:
1. Reponer a Espínola y Peña en el cargo del cual lo había destituido Velasco lo que implicó agraviar al gobernador, al cabildo de Asunción y a todos los vecinos de la Villa Real de la Concepción.[16]
2. Designarlo como su portavoz para llevar a Asunción el acta capitular del 25 y la circular del 27 de mayo de la Junta Provisional Gubernativa de la Capital de Buenos Aires(sic).

La junta porteña manifestó así la magnitud de su poder, poder que podía «funcionar con todo su rigor y en el límite extremo de su racionalidad violenta aun en manos de alguien que resultaba efectivamente descalificado». En efecto, Espínola y Peña estaba triplemente descalificado ante Velasco y el cabildo de Asunción: 
- Por sus características personales;
- Por sus antecedentes políticos y,
- Por tener el cargo de simple emisario del gobierno de Buenos Aires.

Los historiadores, además de exagerar la importancia de esta gestión, calificaron las dos decisiones de la Junta como errores y las justificaron como fruto de la improvisación, la urgencia y el desconocimiento de la "psicología de los pueblos del
interior". Sin embargo, a posteriori, la junta de Buenos Aires persistió en su política de utilizar a esta conflictiva familia para sus fines. Tras la muerte del coronel Espínola y Peña, en septiembre de 1810, se ordenó que dos de sus hijos, José y Ramón, se pusieran a disposición de Belgrano. Este los incorporó a su ejército como edecanes en la expedición militar contra el Paraguay.
La misión de Espínola y Peña terminó con su huida del Paraguay ante la sospecha de que Velasco lo quería confinar sacándolo de Asunción rumbo precisamente a la Villa Real de la Concepción.

### Contenido de los oficios de la junta de Buenos Aires
Velasco comunicó al cabildo de Asunción el contenido de los oficios que trajo Espínola. En ellos se exponían los motivos de la deposición del virrey Cisneros y se pedía el reconocimiento de la autoridad de la nueva Junta «como centro de la unidad» provisional. Adicionalmente se solicitaba, con urgencia, el envío de diputados para organizar posteriormente un gobierno con representación de todas las provincias. 

«[...] todos los tribunales, corporaciones, jefes y ministros de la capital, sin excepción, han reconocido a la Junta y prometido su obediencia para la defensa de los augustos derechos del Rey [...] por lo cual es tanto más interesante que [con] este ejemplo empeñe los deseos de usted». Junta de Buenos Aires al gobernador Velasco. Circular 27 de mayo de 1810 en (Lorenzo, 1994, p. 93)

El acta del 25 de mayo de 1810 emitida por el cabildo abierto de Buenos Aires establecía el envío de 500 hombres «a lo interior». La Junta sabía que las provincias más ricas no iban a reconocer su supremacía sobre ellas, es decir, aceptar el estatus de colonias de segundo grado en "beneficio del bloque comercial porteño". Por esa razón 

«por si acaso, un ejército partiría para asegurar la "libertad de los pueblos" en la selección de tales diputados. De esta forma quedaba planteada la guerra. ¿Qué tipo de guerra? Una guerra civil entre quienes apoyaban a la Junta revolucionaria de Buenos Aires y quienes sostienen al revolucionario Consejo de Regencia de Cádiz». (Damianovich, 2010, p. 60)

### Convocatoria al congreso
El 26 de junio, el cabildo de Asunción, con la presencia del gobernador, acordó que ante "un asunto extraordinario de la mayor gravedad" se debía hacer una consulta a «toda la provincia» para lo cual convocó a una «junta general o cabildo abierto» para el 4 de julio de 1810. El gobernador debía enviar oficios a los cabildos de las villas para que envíen sus representantes y esquelas nominales al obispo, cabildo eclesiástico, jefes, magistrados, corporaciones, sujetos de literatura y vecinos arraigados "de esta capital como de la campaña" para que comparezcan a la asamblea. Se trató de una convocatoria cuya  representación fue de tipo «tradicional» a realizarse con la participación de distintas corporaciones en el marco de lo que se conoce conceptualmente como "comunidad política antigua".
Por bando del 28 de junio el gobernador informó  los motivos de la reunión a celebrarse el 4 de julio y pidió al pueblo que debía mantener la «calma y tranquilidad». Advirtió que el bando era para que nadie ignore la situación política del momento y evitar así "incurrir en nota de indiferente". Días después, el 2 de julio, el cabildo y el gobernador pospusieron la convocatoria para el 24 de julio. Velasco informó que los motivos eran:
1. Problemas climatológicos y de distancia que debían superar una «parte considerable» de los invitados.
2. Permitir la asistencia de «algunos ancianos respetables» de la campaña.
3. La necesidad de la «más seria meditación» de los que han de votar y que todos puedan «estar instruidos del asunto».

El bando finalizaba encargando al noble y fiel vecindario mantener la tranquilidad pública y «si alguno, lo que no espero, olvidado de que se debe a sí mismo y a sus convecinos, intentase perturbarla tendrá inmediatamente sobre su cuello el segur [hacha] de la justicia».

### Respuesta a la Junta de Buenos Aires
Recién el 17 de julio, Velasco y el Cabildo de Asunción respondieron el oficio de la Junta que había traído Espínola. Manifestaron que dada la «gravedad del asunto» se había acordado celebrar «un Consejo general» el 24 de julio de cuyo resultado se daría "oportuno aviso" a la Junta. La nota mencionó además:
1. El "disgusto" por la venida de Espínola, a quien se calificó como "conductor de los pliegos", es decir, un mensajero sin representación. También mencionó su "vergonzosa fuga", sin motivo alguno. Esto implicaba responsabilizar a la junta de Buenos Aires por la elección de semejante emisario.
2. El retorno al "sosiego inalterable" de la provincia después del alboroto que había producido la improcedente medida de Espínola de querer,  motu proprio o no, reclutar hombres para enviarlos a Buenos Aires y que el gobierno tuvo que salir apresuradamente a desmentir.
3. La "acendrada" fidelidad de la provincia a Fernando VII anticipando  posibles acusaciones de deslealtad al monarca prisionero como argumento político.
4. La "respetuosa sumisión [de la provincia] a las autoridades legítimas". Esta aclaración se dirigía al punto más débil de la junta de Buenos Aires: su legitimidad. El fiscal Villota ya la había anticipado como problemática en el Cabildo Abierto del 22 de mayo de 1810 cuando sostuvo que se debía hacer una consulta previa a todas las provincias del virreinato.[22]

### Desarrollo del congreso
El 24 de julio de 1810,  los invitados al congreso se reunieron en el Real Colegio Seminario de San Carlos de Asunción. Presidió la reunión el gobernador Bernardo de Velasco acompañado por los capitulares o "señores veinticuatro" como eran nombrados los miembros del cabildo. Los asistentes ocuparon los lugares previamente designados por el ceremonial, diferenciados por jerarquía, estado corporativo,  orden, vestimenta e insignias. El congreso era así representativo de lo que se conoce como "sociedad monárquica", donde las prebendas, privilegios, obligaciones y derechos daban sustento a desigualdades que todos  admitían como naturales. Es este "pueblo", mayoritariamente de la ciudad de Asunción, el que asume la soberanía de la provincia. El número de asistentes superó las doscientas personas, de los cuales el 87% tenían el estatus legal de "vecinos" de Asunción. Estaban presentes  los representes de las villas de Villa Rica del Espíritu Santo, San Isidro de Curuguaty, Nuestra Señora del Pilar de Ñeembucú, Villa Real de la Concepción y Villa del Rosario del Quarepotí.
La sesión se inició con la lectura de una "proclama" o manifiesto realizado por los cabildantes en el cual se hacía un resumen de los motivos por los cuales el "pueblo de Buenos Aries" había subrogado el "gobierno antiguo y legítimo" del virrey Cisneros por una Junta Superior Provisional (sic) hasta que la reunión de los diputados de los demás pueblos del virreinato "vea la forma de gobierno más conveniente". Esta decisión, señalaban los cabildantes se había tomado en Buenos Aires teniendo en cuenta las "noticias conducidas por un barco inglés", es decir, un documento no oficial. Los motivos que aducía la junta de Buenos Aires eran evitar:
1. La confusión que podría producirse "en estas provincias" por la existencia de un gobierno ilegítimo en España.
2. El peligro y trastorno que podría suceder de producirse la pérdida de la metrópoli.

«Esto en sustancia es lo que hemos comprendido de la lectura de los papeles recibidos [...] [de la junta de Buenos Aires]». (Chaves, 1959, p. 38)

Seguidamente, luego de reiterar los motivos de la convocatoria, se detallaron las noticias que el correo general trajo a Asunción el 10 de julio, vía Uruguay y Misiones: 
1. Que en España se tiene por legítimo y se obedece al Supremo Consejo de Regencia.
2. Que los franceses, si bien llegaron a las inmediaciones de Cádiz, han descuidado otras regiones donde les esperan "una suerte muy funestas para ellos". Esta información provenía de cartas desde España, Buenos Aires y papeles "reimpresos en la capital".
3. Un oficio original del gobernador de Cádiz de fecha 28 de febrero dirigido al obispo de Asunción en la que se incluían proclamas de esa ciudad a la América española firmadas por sus secretarios.

Por consiguiente, continuaba el manifiesto,  si la junta de Buenos Aires, según lo explican la Real Audiencia de Buenos Aires, Montevideo y las gacetas, han suspendido el acto de reconocimiento por falta de aviso oficial, con estos documentos "los tenemos muy suficientes" como para demorar "nuestro celo y lealtad". Por lo tanto existían dos opciones: esperar que Buenos Aires revea su actitud o actuar inmediatamente siguiendo a Montevideo y pueblos de España que han jurado y reconocido al Consejo de Regencia. De hecho la Real Audiencia de Buenos Aires ya había enviado dos oficios a la Junta, con fecha 6 y 7 de junio, "incitándola al reconocimiento de la Regencia". 

### Determinaciones del Congreso
Así,  luego de casi 100 años del último congreso, los representantes del "pueblo", es decir,  la  "legítima representación de esta provincia" del Paraguay, basándose en el principio del consentimiento, como parte esencial del derecho natural o de gentes, y en el de la retroversión del poder soberano a los "pueblos", determinaron por aclamación:
1. Reconocer al Consejo de Regencia por haberse constatado su legitima instalación.
2. Suspender todo reconocimiento de superioridad de la junta de Buenos Aires hasta que el Rey, que por ahora no estaba en condiciones de hacerlo, "resuelva lo que es de su soberano agrado".
3. Mantener, mientras tanto, buenas relaciones con Buenos Aires.
4. Constituir una Junta de Guerra para defender a la provincia de las acechanzas de una potencia vecina, que supuestamente era Portugal.

De esta manera el congreso expresó su oposición a la circular del 27 de mayo de la junta de Buenos Aires que avanzaba "dubitativamente" hacia el desconocimiento de los "derechos de los pueblos". Lo hizo "cubriéndose, retóricamente, con las banderas del rey".
El Paraguay, para mantener su autonomía, al igual que otras provincias de la América española,  utilizó el problema de la legalidad que aquejaba doblemente a la junta de Buenos Aires. Utilizó en su favor el plano vertical o de acatamiento al Consejo de Regencia, cuya legalidad Buenos Aires negaba, contra el plano horizontal o de acatamiento a la "capital", legalidad que Asunción cuestionaba y que Buenos Aires quería imponer. La resolución soberana del Congreso del 24 de julio de 1810 transformó esta disputa en un conflicto sin retorno que se inició en lo diplomático y político, que rápidamente derivó en lo económico para culminar en el intento de una solución militar.

«El juramento [al Consejo de Regencia] no era demasiado sincero; la promesa de lealtad a un gobierno metropolitano encerrado en la remota ciudad de Cádiz y sin mayores posibilidades de transformar esa lealtad en hechos concretos disimulaba mal una fuerte tendencia a la autonomía que había caracterizado a Asunción desde los lejanos años de su dependencia del Virreinato del Perú [...] la adhesión expresada al Consejo gaditano era menos el resultado de la simpatía por el lazo colonial que la manifestación de una resistencia a ser subordinada por Buenos Aires». (Camogli, 2006, p. 149/150)

Se ha objetado la supuesta unanimidad de los congresales. Uno de los asistentes, Bogarín, mencionó que el doctor José Gaspar Rodríguez de Francia tomó la palabra y dijo:

«Esta asamblea no perderá su tiempo debatiendo si el cobarde padre o el apocado hijo es el rey de España. Cada uno de ellos ha abdicado dos veces. [...] La única cuestión que debe debatirse en esta asamblea y decidirse por mayoría de votos es cómo debemos defender y mantener nuestra independencia contra España, contra Lima, contra Buenos Aires y contra el Brasil; cómo debemos mantener la paz interna; cómo debemos fomentar la pública prosperidad y el bienestar de todos los habitantes del Paraguay.»
Discurso atribuido al doctor Francia en el Congreso General del 24 de julio de 1810 según relato de fray Francisco Javier Bogarín. (Vittone, 1960, p. 13/14)

Al día siguiente se celebró en la catedral de Asunción un solemne Tedeum por la victoria contra Napoleón y se imploró a la Divina Providencia para que asista al Consejo de Regencia y restituya al trono a Fernando VII. La ciudad fue iluminada por varios días. Estas ceremonias religiosas y cívicas de lealtad se hicieron también para enfrentar un hecho novedoso: la existencia de un enemigo interior que quería, según Velasco, "introducir la cizaña en el pueblo".
Con este modo estamental de representación, la provincia logró la garantía de una relativa autonomía que había gozado antes y se colocó, ya en esta primera etapa, en igualdad de condiciones con la Junta Provisional Gubernativa de la Capital de Buenos Aires.

## Poner "en completo arreglo" al Paraguay
Habiendo fracasado la misión de Espínola, la Junta decidió «poner en completo arreglo» a la provincia del Paraguay. A tal efecto tomó una serie de medidas, no siempre coherentes entre sí.

### Medidas económicas
- El 3 y 11 de agosto, antes recibir la nota de las decisiones que había tomado el Congreso del 24 de julio de 1810, la junta de Buenos Aires ordenó el bloqueo comercial y de bienes, detención de barcos, personas y correspondencia desde o hacia el Paraguay, a realizarse en los puertos de Santa Fe, La Bajada y Corrientes.[31] Este hecho novedoso sería el comienzo de un proceso de "larga duración": el aislamiento del Paraguay por décadas. En uno de los buques detenidos en Corrientes, pese a que las guías eran anteriores a la circular del 13 de agosto, viajaba hacia Asunción el conocido franciscano Fernando Cavallero, tío del doctor Francia. Después de estar un tiempo detenido, Cavallero se dirigió a Saavedra pidiendo permiso para continuar su viaje argumentando que la carga del buque ya se había vendido en Corrientes por lo que no tenía sentido que continuara el sufrimiento de los pasajeros y la tripulación detenidos en un puerto carente de recursos. El 4 de octubre de 1810 la Junta denegó el pedido. El exceso de esta medida contra una persona que se suponía favorable a Buenos Aires solo incrementó el resentimiento contra ella. Además, como resultó en los hechos,  la Junta no podía sostener el bloqueo por falta de medios. A esa fecha era evidente que la Junta ya estaba decidida a la solución militar de su conflicto con la provincia del Paraguay.

- El 13 de agosto, la Junta ordenó a Rocamora el bloqueo del río Uruguay cortando así toda comunicación entre Asunción y Montevideo.
- El 19 de septiembre se prohibió la aceptación de libranzas o giros provenientes del Paraguay sobre la Dirección General de Tabacos de Buenos Aires.[32]

### Organización de grupos opositores
Fueron enviados al Paraguay diversos agentes para convencer a posibles opositores a Velasco y sus acólitos:
1. Misión del capitán salteño Juan Francisco Arias. El 2 de agosto de 1810 la Junta dio poder e instrucciones a Arias. Debía aclarar a figuras importantes del Paraguay que los objetivos de la Junta eran mantener íntegros los derechos del Rey, salvar estos territorios de la "suerte corrida por la desgraciada España" y que "los jefes españoles"(sic) preferirían sujetarse a cualquier potencia extranjera antes que ver a los "naturales" en goce de sus derechos. El 14 de septiembre, desde Corrientes, Arias adelantó su misión enviando muchos ejemplares de la Gaceta de Buenos Aires y cartas al coronel José Antonio Zavala y Delgadillo y al joven comandante Fulgencio Yegros. En ellas se refirió al tema de la "legalidad": «[...] aún en caso de no ser legitima la instalación de la Excelentísima Junta, tanto más durará esta [ilegalidad] cuanto [más] dure la contumacia de las Provincias convocadas al Congreso [...].»[33] Esta misión fracasó porque coincidió con la operación de rescate de los barcos detenidos en Corrientes por la flotilla al mando de Zavala y la captura de los pasos sobre el Paraná realizado por Fulgencio Yegros, ambos destinatarios de las cartas. El mensajero enviado por Arias fue apresado por Yegros y los papeles fueron remitidos al gobernador interino Pedro Gracia. El capitán Arias, que había llegado hasta la villa del Pilar, recibió un aviso confidencial de que peligraba su vida y volvió rápidamente a Corrientes.
2. Misión de Juan Francisco Agüero. El doctor Agüero era un abogado paraguayo que ejercía funciones en Asunción y Buenos Aires. Fue nombrado el 27 de septiembre, días después de decidirse la expedición militar a cargo de Belgrano y como punta de lanza de esa operación. Sus instrucciones decían: "Que les recomiende [a los paraguayos] las ventajas de nuestra unión [con Buenos Aires], y los males a que el Paraguay quedará expuesto si continúa dividido, pues aislado y sin comercio, sufrirá una ruina sin otro término que caer en la dominación de los portugueses que se aprovecharan de su indefección". A.G.N.A., A.G.B.A., XXXVIII.[34] Grandes fueron las esperanzas de Belgrano en el viaje de Agüero hacia Asunción. Llevaba cartas suyas para el coronel Pedro Gracia y para el teniente coronel Gregorio Tadeo de la Cerda en las que persuadía, ofrecía premios y amenazas: «Si con tinta y papel hemos de vencer me parece que la victoria podemos contarla segura», comunicó a la Junta. Belgrano pensaba ahorrar tiempo atrayendo «a la dependencia a la nominada provincia» [del Paraguay] para dedicarse a Montevideo.[35][36] Pero la Junta no pensaba lo mismo y su respuesta a Belgrano fue terminante: «Mientras toda la Provincia del Paraguay no se halle completamente reducida, no debe fiarse su conformidad a otros medios que al respeto debido a la fuerza [de las armas]». Pero no solo había incoherencias políticas entre la junta de Buenos Aires y Belgrano sino que este no sabía que Gracia y de la Cerda eran firmes partidarios de Velasco y del Cabildo de Asunción. Así fue como Agüero fue detenido a su llegada a Asunción posiblemente denunciado por los mismos destinatarios de las cartas.
3. En un oficio fechado el 2 de octubre de 1810, Belgrano solicitó a Elías Galván de Corrientes que enviara otros emisarios al Paraguay.[37]
4. El 18 de diciembre, Cálcena y Echeverría, intendente del ejército de Belgrano, escribió a su amigo Tomás Mármol manifestando que venia a redimir a la provincia del Paraguay donde él y su esposa tenían parientes (era tío de Cabañas, el segundo jefe de Velasco) y amigos. Le comunicaba que en pocos días pasarían a «castigar a quienes negaron y se apartaron de nuestra amada patria». Mármol no respondió esa misiva y la envió rápidamente a Velasco.[38]

### Espionaje
En octubre de 1810 Belgrano envió desde Curuzú Cuatiá a su edecán, el paraguayo José Espínola y Peña, hacia Misiones. Este cruzó el Paraná y llegó disfrazado hasta un pueblo misionero donde su suegro era administrador. Su objetivo era recabar información militar y política.

### Eliminar la autoridad de Velasco en las Misiones
El coronel Rocamora, que estaba legalmente subordinado a Velasco por ser gobernador militar y político de las Misiones, se adhirió rápida y "espontáneamente" a la Junta el 18 de junio y comenzó a aplicar las resoluciones que se enviaron desde Buenos Aires. Finalmente, y ante sus insistentes pedidos, el 16 de septiembre, la Junta ordenó su total separación de la provincia del Paraguay.

### Ultimátum
Cuando la Junta comprobó que las medidas en la "versión suave" de su supremacía capitalina no lograba resultados, cambió el discurso y sus actos. El 13 de agosto de 1810 manifestó abiertamente que la ruptura del vínculo de dependencia de los «pueblos subalternos» de la capital era de «suma importancia en el orden político y el crimen de sus autores» aumentaría «la violencia de las leyes, por los gravísimos males a que queda expuesta la sociedad». Seis días después, el 19 de agosto, la junta de Buenos Aires respondió la nota del 27 de julio en la que el congreso paraguayo  no reconocía su superioridad y comunicaba además su adhesión al Consejo de Regencia. La respuesta de la Junta, dirigida a Velasco, al Cabildo y al obispo de Asunción, decía:

«»La Junta requiere a Vuestra Señoría, por última vez, que se una a la Capital que deje obrar al pueblo libremente, que reconozca la dependencia [...]. Si Vuestra Merced persiste en su pertinacia será responsable ante Dios y el Rey de los males que se preparan». Junta de Buenos Aires a Velasco en (Chaves, 1959, p. 45)

 Los "males" se referían a medidas adicionales a las que ya se habían tomado a esa fecha, siendo la principal el bloqueo de los ríos. Al mismo tiempo Mariano Moreno escribió a Velasco una carta cuyo contenido era más para someter que para convencer: 

«la conducta de Córdoba [fusilamiento de Liniers] es un ejemplo de lo que deben esperar los jefes que se empeñan en alucinar a los pueblos. No se deslumbre V.S. ni pierda esta ocasión de salir de un mal empeño que debe serle desgraciado». (Sierra, 1962, p. 195)

## Preparativos contra la invasión

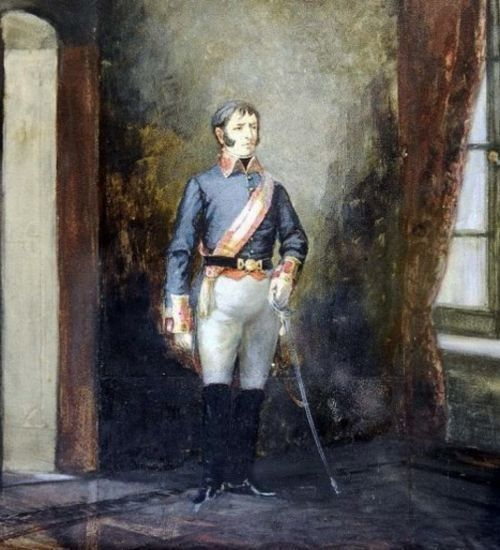
Bernardo de Velasco, cuadro pintado por Guillermo Da Re en 1890

El envío de la expedición militar al Alto Perú, el fusilamiento de Liniers en Córdoba y las medidas que tomó la junta de Buenos Aires provocaron alarma en la provincia, pues era de esperar el envío de una fuerza militar hacia el Paraguay. Bajo ese supuesto, y cumpliendo lo ordenado por el congreso del 24 de julio, el gobernador Velasco tomó una serie de medidas defensivas:

### Control Interior
1. El bando del 27 de julio advirtió que serían considerados "reos de estado" a los perturbadores de la tranquilidad pública. Se hacia hincapié en "examinar los pasajeros" por su lugar de procedencia, tarea y conducta.
2. El 9 de septiembre, un grupo de vecinos de Asunción, "ante el escandaloso número de chasques" que iban y venían, elevó al gobernador Velasco un pedido para que se abra la correspondencia que circulaba entre Asunción y Buenos Aires vía Corrientes y Misiones. Propusieron que el gobernador, el obispo de Asunción y el padre Inocencio Cañete, bajo juramento de confidencialidad, fueran los únicos autorizados a separar, "en inviolable secreto", las cartas que pudieran comprometer la seguridad de la provincia.[43]
3. El 24 de septiembre, el español José de María fue denunciado por hablar mal del gobierno. De María era propietario de la embarcación Monserrat que transportaba mercaderías entre la Villa Real de la Concepción, Asunción, Santa Fe y Buenos Aires. Se lo consideraba un "quebrado", o sea un comerciante que subía el río a vender géneros a altos precios para solucionar sus "quebradas" finanzas.  Más tarde lo acusaron de ser cabeza y promotor del partido de Buenos Aires. A fines de septiembre, al encontrar cerrado el tráfico desde Asunción hacia el sur por las operaciones navales que se estaban llevando a cabo en Corrientes, solicitó permiso para continuar con su carga de yerba mate hacia Santa Fe rumbo al Alto Perú.  Adujo que en su calidad de español y leal vasallo de Fernando VII no existía razón alguna para que lo llevaran a la ruina por culpa de las rencillas internas  de dos gobiernos (Asunción y Buenos Aires) que eran leales y estaban subordinados al mismo Rey.[44] Su solicitud fue rechazada y al quedar varado en Asunción continuó allí con su actividad conspirativa. De hecho entró en contacto con dos miembros del cabildo que eran adictos a Buenos Aires.
4. El gobierno detectó la existencia de un grupo afecto a Buenos Aires en los franciscanos y dominicos, entre los que se encontraban Fernando Caballero (tío del doctor Francia), José Baca y Mariano Espinoza. A todos se les prohibió que abandonaran el claustro salvo para pedir limosnas. Espinoza fue apresado por la sospecha de haber sido el autor de un pasquín contra el gobierno que hizo circular el comerciante José de María.
5. En octubre de 1810, el gobierno desarticuló otra conspiración cuyo plan era decapitar a Velasco, su sobrino, cabildantes y otros miembros del gobierno. Este plan seguía instrucciones de Castelli a través del doctor Pedro Alcántara de Somellera, teniente asesor del gobierno, y debía producirse en enero de 1811. El padre franciscano José Baca, Narciso de Echagüe, José Fortunato de Roa, José Luis Mora y Santiago Aráoz fueron detenidos y enviados al fuerte Borbón en calidad de "reos de alta consideración". Este último huyó del fuerte Borbón con el objeto de denunciar a los conspiradores y al mismo tiempo declararse inocente según consta en su declaración  del 22 de diciembre de 1810.[45]

Las medidas que fue adoptando la junta de Buenos Aires contra la provincia del Paraguay impidieron el desarrollo de los conspiradores a su favor pues reforzó la oposición de todos aquellos que no querían depender de ella.

### Movilización general
Para dar cumplimiento a lo dispuesto por el congreso del 24 de julio se constituyó una junta de guerra y se tomaron una serie de medidas para conformar una fuerza militar para la defensa de la provincia. Esta junta de guerra se constituyó con Velasco, los coroneles Zavala y Delgadillo, Gracia, De la Cerda, el sargento mayor Cabañas y algunos cabildantes. Velasco estimó que el gobierno de Buenos Aires demoraría cuatro meses desde el momento en que recibía la notificación del congreso, movilizaba el ejército, efectuaba la marcha de aproximación y finalmente daba inicio a las operaciones militares. Por su parte calculaba que la movilización de las fuerzas provinciales, donde se iban a convocar entre 5000 y 6000 hombres, le podría demandar unos veinte días por lo que estos podrían permanecer en sus casas hasta el momento preciso. La primera fase de esta movilización general consistió en: 
1. Constituir un cuerpo de urbanos que debía integrarse con todos los "ciudadanos" y habitantes sin distinción de "patricios ni forasteros". Esto significaba: habitantes de la ciudad y el interior, nacidos en la provincia y extranjeros. El bando aclaraba "todos somos españoles y todos hermanos". Esta fuerza estaría al mando del propio Velasco quien designaría a un segundo suyo como gobernante interino. El capitán Carlos Genovés, por el gobierno, y José García del Barrio, por el cabildo, fueron designados para "formar lista" y "reseña" de los individuos y las armas en poder de particulares.
2. Formar un cuerpo de voluntarios de 200 hombres solteros. Estos estarían acuartelados en Asunción, recibirían un sueldo "rigurosamente pagado", se regirían por las leyes militares, sin abusos ni arbitrariedad y con la promesa de que no saldrían fuera de la provincia. Esta aclaración indicó el perdurable efecto de las medidas que en su momento había intentado llevar a cabo Espínola y Peña. Velasco puso especial cuidado en la elección de estas fuerzas y sus oficiales. Decidió que las compañías del cuartel de Asunción estuvieran integradas con tropas de "costa arriba" y no "costa abajo", donde Espínola, por haber comandado esas fuerzas, contaba aun con cierto predicamento. Lo mismo sucedió con los oficiales. Todos los elegidos eran hacendados propietarios, la mayoría emparentados entre sí. Provenían de San Pedro, la Cordillera, Quiindy y Quyquyó. Entre ellos descollaban Fulgencio Yegros y sus hermanos, antiguos y acérrimos enemigos de Espínola y Peña.[47]
3. Habilitar el Real Colegio Seminario de San Carlos como cuartel dado que en Asunción no existía ningún edificio para dar cabida a tantos soldados.
4. Comunicar a todos los particulares que tuvieran armas en mal estado que las mismas se repararían en forma gratuita y serían devueltas a sus propietarios.

Los meses de agosto y septiembre fueron de intensa preparación en la confección de equipos, mantenimiento del escaso armamento, aprovisionamiento de plomo, pólvora, fabricación de puntas para lanzas, cureñas, reparación de barcos, etc. Al mismo tiempo se trató de controlar los rumores que podrían afectar a la movilización. El 31 de agosto, Pedro Gracia advirtió al capitán Juan Manuel Gamarra, nuevo comandante militar de Concepción, que asegurara a esa población que la provincia "no estaba en guerra con nadie" y que los alistamientos se hacían para el supuesto caso de un ataque que pretendiera desviar la provincia de su lealtad a "nuestro soberano". 
El llamamiento de las milicias recién se realizó cuando Belgrano cruzó el río Paraná en diciembre de 1810: 

"Noticioso de ese movimiento, expedí órdenes a la campaña para la reunión de los escuadrones urbanos que he formado y como si un rayo hubiese herido los corazones de estos incomparables provincianos, me hallé a los dos días de haberse circulado los avisos con más de 6000 hombres". Velasco a Vigodet en (Senado de la Nación, 1966, p. 49)

### Requisa de armas en la gobernación de las Misiones
El 2 de mayo de 1808, el virrey Liniers nombró a Agustín de la Rosa como comandante general de Armas en los pueblos de las Misiones sin consultar a Velasco. Ante la protesta de este por lo irregular de la medida,  de la Rosa renunció. Más tarde el virrey Cisneros sugirió a Velasco la necesidad de crear una jefatura teniendo en cuenta la dimensión y distancia de esos territorios con respecto a Asunción. El 19 de diciembre de 1809, el coronel Tomás de Rocamora fue nombrado  teniente gobernador de las Misiones. En "clase de segundo" de Velasco tuvo a su cargo los asuntos políticos y militares en los cuatro departamentos al sur del río Paraná.
El 25 de mayo de 1810, al crearse en Buenos Aires la Junta Provisional Gubernativa, Rocamora se adhirió a ella. El 23 de julio "hizo saber a la Junta que el gobernador del Paraguay, del cual dependía, pretendía sustraerlo de la subordinación a Buenos Aires, puesto que aquel no acataba a la autoridad del Plata".
A comienzos de agosto, Velasco ordenó a Rocamora el envío de media docena de piezas de artillería. El encargado de ir a buscarlas fue Fulgencio Yegros, quien no pudo hacerlo porque Rocamora se excusó diciendo que los cañones estaban en su mayoría inutilizados. 
A mediados de agosto, Velasco nombró como su sustituto en la gobernación del Paraguay a un hombre de su entera confianza, el coronel Pedro Gracia Lacoizqueta. Sabiendo Gracia que el cabildo era el otro centro de poder en la provincia, pidió a este que nombrara cuatro cabildantes para que lo asesoraran en su nueva función.  El 19 de agosto de 1810 Velasco partió de Asunción saludado por una salva de artillería. Llevaba como ayudante al segundo de Gracia, al paraguayo Manuel Atanasio Cabañas, poderoso estanciero de la Cordillera de quien tenía excelente opinión desde la época de las invasiones inglesas. La expedición estaba integrada por dos compañías: La de los Cuarteleros iba al mando de Benito Villanueva, oriundo de Villeta, la de Miñones iba al mando del artillero español Antonio Zavala. Como apoyo incorporó en el camino una compañía de pardos libres y otra de indígenas misioneros en calidad de auxiliares.
En su marcha hacia el sur, antes de cruzar el río Tebicuary, pudo constatar la presencia de antiguos partidarios de Espínola en esa zona, entre ellos el sargento mayor José Luis Mora, excomandante de Quiindy a quien, a su regreso, envió engrillado a Asunción. 
Cuando Velasco llegó a Itapúa, su presencia alarmó a Rocamora, a los correntinos y a los portugueses. Rocamora se instaló y concentró algunas fuerzas en Yapeyú, punto intermedio para recibir apoyo desde Buenos Aires o, en caso contrario, replegarse con tranquilidad. El coronel portugués Francisco das Chagas Santos, pese a la misiva que le había enviado Velasco el 31 de agosto, se alarmó por el movimiento de tropas tan cerca de la frontera y que además estuvieran comandadas por el propio gobernador del Paraguay.
El 30 de agosto, ya en Candelaria y antes de avanzar hacia San Carlos, Velasco hizo jurar fidelidad al Consejo de Regencia de Cádiz a los delegados de los departamentos y ordenó la captura de Rocamora "para imponerle el ejemplar castigo que merecía por haberse introducido en el territorio de mi mando, sin mando, sin autoridad ni jurisdicción, y ser sedicioso perturbador público y traidor a la Patria y al Rey"'. 
Velasco llegó hasta Apóstoles, a unos 50 km al sur de Candelaria desde donde envió a Cabañas hacia Concepción, a 25 km al sureste, en busca de armamentos. Pocos días después, el teniente Pareti, subdelegado interino de Concepción e informante de Rocamora, acató sin reparos la autoridad de Velasco y entregó a Cabañas "pertrechos y efectos del Rey". Pablo Thompson, subdelegado de Concepción, se plegó a Velasco y comenzó a reunir caballos, reses, hombres y armas con el objeto de marchar hacia Candelaria y unirse al gobernador del Paraguay. Rocamora informó a Buenos Aires que a Velasco, en Apóstoles, "continuamente se le aumentan paraguayos y él agrega los indios de los tres departamentos rebelados". 
Velasco regresó de las Misiones con todo el armamento que pudo encontrar. Había volcado a su favor tres de los cuatro departamentos sin hacerse ilusiones sobre la lealtad de los subdelegados que se plegaban, según las circunstancias, a uno u otro bando. Asignó al capitán  Carlos Thompson el control de la margen derecha del río Paraná y trajo consigo al maestro armero italiano Miguel Tiragalo, importante artesano que se haría cargo del arsenal de Asunción hasta el año 1816. Con esta operación se incorporó además a la provincia todo el territorio misionero comprendido entre el río Tebicuary y el río Paraná. El estratégico avance de la frontera hasta este río ya figuraba en los planes de Velasco desde mucho antes del congreso del 24 de julio.

### Rescate de barcos y ocupación del sur de Ñeembucú
- Operación naval

El 15 de septiembre de 1810, desde las Misiones, Velasco ordenó a Gracia que envíe una fuerza naval a liberar los buques detenidos en Corrientes. La flotilla se puso al mando del veterano comandante José Antonio Zavala y Delgadillo, primo de Gracia. Como Zavala era paraguayo se designó, como su segundo, al español Miguel de Feliú y Docet, hombre de confianza de Velasco y comandante de Curuguaty. La fuerza naval estaba integrada por "La Vizcarra", una vieja cañonera rehabilitada al efecto,  tres barcos mercantiles armados y dos polacras. Iban en ella 42 artilleros, 40 milicianos de San Isidro del Curuguaty, 10 pardos fusileros, 49 miñones y 69 milicianos del cuartel de Asunción. Sus instrucciones eran tratar directamente con el cabildo de Corrientes la entrega de los barcos retenidos. Caso contrario, y luego de tres intimaciones, hacerlo por la fuerza apoderándose en represalia de las falúas de resguardo que pudieran haber en el puerto.
La flotilla partió el 21 de septiembre de 1810 desde Asunción. Por cuestiones climáticas la expedición se detuvo en Pilar retomando la navegación hacia Corrientes el día 28 a donde llegó el día 30, al atardecer. Al ver la flotilla, el teniente gobernador de Corrientes Elías Galván ordenó a los buques detenidos levar anclas y marchar hacia el sur escoltados por una falúa de Rentas, pero estos buques anclaron a poca distancia. El pretexto de sus dueños fue que no se podía navegar de noche. La convocatoria de Galván al "indolentísimo cabildo" para planear la defensa de la ciudad no fue bien recibida. De hecho había miembros de esa institución que estaban de acuerdo con la posición del Paraguay y mantenían comunicación con Velasco.
Al día siguiente, 1° de octubre, desembarcó el capitán Francisco Díaz Ferrer, parlamentario y ayudante de órdenes de Zavala, quien pidió tratar directamente con miembros del cabildo y no con Galván cuya autoridad no reconocía. Entregó así al alcalde del primer voto la intimación. Los miembros del cabildo se excusaron diciendo que las medidas las había tomado el comandante de armas. Galván a su vez adujo que cumplía órdenes de la junta de Buenos Aires dado que acataba su autoridad. No obstante estuvo de acuerdo en que los buques continuaran su viaje probando así su adhesión con los "hermanos paraguayos", lo que repitió en una carta privada que envió a Zavala. Mientras tanto Feliú ya había ido a buscar los buques retenidos y todos partieron ese mismo día hacia Asunción. Solo quedó frente a Corrientes un buque de guerra con el objeto de controlar el libre tránsito de dos buques mercantes cargados de tabaco que pasaron rumbo a Montevideo.
- Operación terrestre

El Paraná, en su curso inferior hasta su confluencia con el río Paraguay, era un río interior correntino. La jurisdicción de la provincia del Paraguay finalizaba a unos 24 km al sur de Pilar, en el arroyo Hondo, en cuya ribera los correntinos ocupaban la guardia de Curupayty. 
El 29 de agosto Gracia envió un oficio confidencial a Ferrer para que enviara espías hacia Curupayty y las costas del Paraná. Al mismo tiempo ordenó a Fulgencio Yegros que con una escolta de 25 hombres recorriera la margen norte del Paraná para que los pobladores de la zona movieran sus caballadas y ganado alejándolas del río. 
Por su parte el teniente gobernador de Corrientes Elías Galván también tomó sus medidas y reforzó Curupayty que estaba a cargo del comandante Juan Manuel Piris de Ávila. 
El 15 de septiembre, desde Candelaria, Velasco ordenó a Gracia que ocupara por la fuerza los territorios al sur de Pilar hasta el río Paraná por ser "nuestro verdadero límite". Gracia impartió esa orden a Ferrer, comandante de Pilar. Gracia insistió en que los correntinos "de esta banda" debían definirse por Asunción o ser expulsados ya que era difícil la defensa de un territorio ocupado por habitantes que podían no ser leales.
El 25 de septiembre Gracia comunicó a Yegros que la orden para tomar Curupayty ya había sido dada a Zavala y Ferrer. Desde Pedro González, Yegros informó que tenía noticias de que venía Espínola "arrebatando gente" desde Santa Fe con vistas a pasar a Candelaria. Pero el que venía era en realidad Belgrano con los dos hijos del coronel Espínola y Peña; por entonces no se sabía en Corrientes ni en Asunción que el padre había muerto imprevistamente. 
El 27 de septiembre, el segundo comandante de Pilar, Blas José Rojas (Roxas) ocupó Curupayty sin combatir. La presencia de los paraguayos obligó a Piris a enviar una carta amistosa a Yegros haciendo alusión a una antigua amistad que tenía con el padre de este. Se sucedieron varias cartas pero para entonces Yegros ya había ocupado los pasos del Rey, de Añazco y de Itatí ubicando 50 hombres en cada uno de ellos. Yegros apresó a Piris y dos oficiales y los envió a Ferrer con la recomendación de que ninguno de esa familia debía permanecer en la zona. Yegros fue nombrado comandante general de los pasos del Paraná con base en Curupayty. 
	Consecuencias:
- El bloqueo realizado por la junta de Buenos Aires produjo irritación en la provincia del Paraguay.
- Quedó demostrado que ni la Junta ni Corrientes tenían los medios para sostenerlo.
- Corrientes fue desalojada de la zona en litigio y perdió el control de los pasos del río Paraná. En el parte de Zavala a Gracia de fecha 3 de octubre, aquel le manifestó que la ciudad de Corrientes carecía de defensas y que no la ocupó para no dispersar las fuerzas provinciales.
- Galván pidió a Yegros que no cruzara el río para no derramar sangre "entre hermanos y vasallos de un mismo soberano".
- Se fortaleció la posición del gobernador Velasco y el entusiasmo de sus seguidores.

## Medidas represivas de Velasco contra los simpatizantes de Buenos Aires
El 7 de enero de 1811 hizo procesar y enviar preso a Asunción al administrador del pueblo indígena de Yaguarón, Juan Manuel Granze, acusado de querer entregar el pueblo a Belgrano. El 4 de abril de 1811 fue descubierta una conspiración que debía estallar dos días después, por la cual se pensaba atacar la guardia del cuartel para liberar a los presos allí existentes y apoderarse de las armas y municiones del parque de artillería. Luego los complotados planeaban liberar a los prisioneros porteños que se hallaban en un barco, y con ellos capturar a las autoridades. Uno de ellos, José Antonio Agüero, se arrepintió y delató a los complotados ante el alcalde de 1° voto del cabildo. A la mañana siguiente el cabildo envió a Fornell y al capitán Antonio Zavala a capturar a Manuel Pedro Domecg, Manuel Hidalgo y a Marcelino Rodríguez. El 29 de abril Velasco desarticuló la prédica del cura José Fermín Sarmiento, quien junto a José de María y a José Mariano Báez, conspiraban en Villa Real de la Concepción a favor de la Junta de Buenos Aires.

## Intercambio epistolar entre Belgrano y Cabañas
Mientras su ejército permanecía rodeado por fuerzas paraguayas, Belgrano firmó de conformidad la capitulación por lo que Cabañas le franqueó el paso para que sus tropas repasaran el río Paraná con todas sus armas y pertrechos. Esta decisión de Cabañas sería criticada después en Asunción pese a su posterior aprobación por parte del gobernador Velasco.
En su nota a Cabañas del 9 de marzo de 1811, Belgrano sostuvo:

Me conformo en todas sus partes con cuanto usted me significa en su oficio de este día [nota de capitulación] y al efecto daré principio a mi marcha mañana, pero si usted gustase que adelantemos más la negociación para que la Provincia se persuada de que mi objeto no ha sido conquistarla, sino facilitarle medios para sus adelantamientos, felicidad y comunicaciones con la capital [Buenos Aires], sírvase decírmelo, y le haré mis proposiciones[...]. Belgrano a Cabañas en (Instituto Belgraniano Central, 1982, p. 482, tomo III, vol. 1)

Al día siguiente Belgrano envió ocho proposiciones a Cabañas:
1. En la primera "ofreció": paz, unión, confianza y, lo más importante, "franco y liberal comercio de todos los frutos de la provincia". Se aclaró puntualmente "incluso el tabaco". Debe recordarse que tanto Cabañas como Yegros eran grandes productores y acopiadores de tabaco.
2. En la segunda "pidió": Como la provincia del Paraguay, según Belgrano, "ignora" lo que pasa en España e ignora también que las provincias del Río de la Plata están "ya unidas y en obediencia a la capital", la junta de Buenos Aires pide que el Paraguay envíe diputados y que "se una y guarde el orden de dependencia [sic] determinado por la voluntad soberana" de Fernando VII.
3. En la tercera señaló lo que el Paraguay "debía hacer": nombrar una Junta en Asunción con el gobernador Velasco [sic] como presidente de la misma. El objetivo sería "conservar la monarquía española en estos dominios de Su Majestad el señor don Fernando VII". A tal objeto adjuntó un ejemplar de la Gazeta de Buenos Aires del 14 de febrero de 1811 en la que se publicaba el Reglamento del día 10 de ese mes por el cual la Junta Grande establecía "juntas" en las ciudades principales y subalternas.[56]
4. Las demás propuestas tenían que ver con hechos inherentes a la propia campaña militar: destino de los prisioneros, colaboracionistas, pago de caballos y ganado consumidos, etc.[57]

Cuatro días después Belgrano se justificó ante la Junta de Buenos Aires por haber hecho estas propuestas que contradecían las "Instrucciones" que tenía y sus propias convicciones. Luego de reiterar nuevamente la ignorancia de los paraguayos, tanto del pueblo como de los dirigentes, de caracterizarlos como "interesados" y de que sobre todo amaban, en un grado inexplicable, "sus vacas y caballos" escribe:

[...] traté de formar el papel que acompaño con el número uno [se refiere a la nota de las propuestas] [...] [a pesar] de que hay en él cosas que a mi mismo me eran dolorosas apuntarlas [escribirlas], por tal de atraerlos, ya que con mis fuerzas, ni con las que he pedido [...] podía vencerles. Belgrano a la Junta en (Instituto Belgraniano Central, 1982, p. 508, tomo III, vol.  1)

 Una de esas "cosas" era el punto tercero donde Belgrano se había excedido en sus "facultades" proponiendo a Velasco como presidente de la Junta a constituirse en Asunción siendo esta prerrogativa de exclusiva incumbencia de la Junta Grande según lo establecía el Reglamento del 10 de febrero de 1811 en sus artículos 5° y 6°.

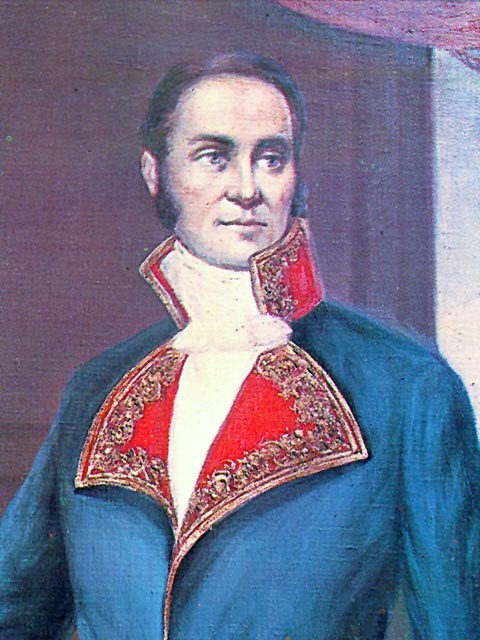
Fulgencio Yegros.

Cabañas acusó el recibo del "papel" (sic) enviado por Belgrano y manifestó:
1. Que su autoridad era "limitada" y por lo tanto no podía resolver "ninguna" de las proposiciones de Belgrano. Esto significaba que Belgrano debía tratar estos asuntos con Velasco.
2. No obstante dice "mi patria merece se le dé satisfacción", por acciones pasadas de la provincia que ha auxiliado al Río de las Plata las "veces que lo ha pedido" [se refiere a las invasiones inglesas] y que lejos de reconocer esos méritos y respeto se la "compensa [expresión irónica de Cabañas] con un ejército auxiliador que jamás ha pedido".
3. Respecto al tratamiento de prisioneros y colaboracionistas se redujo sucintamente a "asegurar" un buen suceso siempre que se "sepulte" toda invasión [misma expresión usada en la nota de capitulación] entre las "dos provincias" lo que "suavizará la justicia que algunos merecen. Reiterando la posición del Congreso del 24 de julio de 1810, Cabañas reduce la "capital" de Belgrano a una "provincia" equivalente a la del Paraguay y advierte que solo el cese de futuras hostilidades beneficiará ante la justicia a algunos prisioneros, pero solo a "algunos".
4. La respuesta de Cabañas la dató, significativamente, en "Campo de batalla de Tacuarí, marzo 10 de 1811" explicitando que había quedado como dueño del mismo.[57]

Dos días tardó Belgrano en responder a Cabañas. En ella trató de recuperar posiciones neutralizando "con energía":
- a) Sobre el pedido directo de satisfacción [reparación] que según Cabañas debía dar el gobierno de Buenos Aires por sus acciones contra la provincia del Paraguay, Belgrano manifestó que este tipo de pretensiones sólo incentivaba la guerra civil y que el "gobierno superior" de todas las provincias no podía dar "satisfacción" a una de sus provincias "dependientes" por errores que la misma provincia había cometido.

- b) La posición igualitaria que proponía Cabañas al mencionar en su oficio a la "capital" como provincia no pasó desapercibida a Belgrano. Discursivamente elevó a la junta de Buenos Aires a la categoría de "gobierno superior" y disminuyó a la provincia del Paraguay definiéndola como "dependiente" o posible "hijo rebelde".

Negó además las falsedades que le habían atribuido: la de querer sacar 9000 hombres de la provincia y que era un bandido, para lo cual prometió devolver el ganado y los caballos "que existan". Desmintió que las provincias no estuvieran unidas y que el actual gobierno de Buenos Aires no duraría o que allí se estarían matando entre facciones.
Dos días después, ya en Candelaria, Belgrano informó a la Junta sobre estos oficios. Respecto de este último dice: 

[procuré] atraerlos a que se unan y mezclen [los paraguayos] con el convencimiento, [o] la energía correspondiente pues, si no nos queda el arbitrio de ir a ellos a fuerza de armas, nos queda el de interceptarles la entrada de ganados y caballos; privarle todo comercio con Montevideo, y hacerles sentir la falta de unión con la capital careciendo del aumento de sus intereses [...] [con Rocamora convenimos en que] la conquista del Paraguay, si acaso no entra por los partidos [propuestas] que he hecho a Cabañas, es obra muy larga, y que siendo Montevideo la raíz del árbol, debemos ir a secarla. Belgrano a la Junta en (Instituto Belgraniano Central, 1982, p. 508, tomo III, vol.1)

Este no fue el último oficio entre Belgrano y Cabañas pero será el que fijará las posiciones políticas entre las partes. Las notas que envió Belgrano a la Junta motivó que esta contestara el 25 de marzo de 1811 que estaba satisfecha por "la buena disposición de los oficiales paraguayos en favor de nuestra causa". Pero ni los sentimientos de los oficiales ni el objetivo de Velasco podían justificar el optimismo de Belgrano: 

"Su ingenuidad que iba unida a su fanatismo, parecía incurable en lo que concernía al Paraguay [...] Cabañas y Yegros y demás, en sus contactos con Belgrano, ponían el acento sólo en la paz y en la amistad entre "las dos provincias" pero en ningún momento [...] que los paraguayos aceptaban obedecer a la junta de Buenos Aires". (Vázquez, 1998, p. 133 y 137)

Belgrano esperó en Candelaria la llegada de Velasco al cuartel de Tacuarí para iniciar negociaciones directas. Los días pasaron y Belgrano, desalentado por la falta de respuesta a sus oficios y el cierre de la frontera, acusó nuevamente a los "tales paraguayos" de no haber nacido ni para vasallos del rey sino para esclavos, de ser desconfiados y de "mantenerse a la capa", es decir, a la espera de lo que iba a suceder en Montevideo para decidir después si se unían a la junta de Buenos Aires.
Nada expresó mejor el estado de ánimo de Belgrano que la frase: 

"En fin, voy a olvidar, excelentísimo señor, al Paraguay". Belgrano a la Junta, 25 de marzo de 1811, en (Instituto Belgraniano Central, 1982, p. 536, tomo III, vol.1)

## Medidas de Velasco luego de la Batalla de Paraguarí
El 7 de febrero,  Velasco ordenó que todas las armas de fuego capturadas en la batalla de Paraguarí y las demás que estuvieran en poder de la población, fueran entregadas al gobierno. El 12 de marzo el Cabildo de Asunción, en quien Velasco había delegado el mando de la provincia para salir de campaña, dispuso por bando que todas las autoridades civiles y militares colaborasen con Agustín María Antúnes, encargado de establecer una fábrica de pólvora. El 13 de marzo se conoció en Asunción la victoria en la Batalla de Tacuarí, por lo que el gobernador partió hacia las Misiones dejando el mando delegado en los cabildantes Bernardo de Haedo, José Carísimo y Francisco Díaz de Bedoya.
Como el ejército al mando de Manuel Belgrano capituló y cruzó el río Paraná, Velasco licenció a las milicias sin efectuarles pagos (muchos de ellos habían servido sin paga durante 8 meses) ni recompensar a los jefes y celebró el triunfo haciéndose tributar honores en el pueblo de Santa María. En conocimiento de las relaciones que los jefes criollos de sus milicias entablaron con Belgrano, Velasco disolvió el ejército miliciano en las Misiones, enviando a la mayoría de los soldados a sus casas evitando que el ejército entrara en triunfo en Asunción. La capital quedó guarnecida por milicias de San Isidro del Curuguaty. Velasco apartó de las posiciones de mando a los principales jefes criollos responsables de la victoria, considerados héroes por la población: al coronel Juan Manuel Gamarra  lo nombró como mayor de plaza en Asunción, sin mando de tropas; Blas José Roxas pasó como teniente gobernador de Corrientes, lejos de Asunción; el coronel Manuel Cabañas fue nombrado subinspector general de armas, sin mando de tropas. Velasco nombró a Fulgencio Yegros como teniente gobernador de Misiones, dejándolo con 200 soldados en Itapúa, alejándolo así de la capital de la Intendencia paraguaya.
Luego de retornar a Asunción, Velasco publicó un bando el 18 de abril instando a los paraguayos a la tranquilidad general. El 27 de abril hizo que las autoridades juraran nuevamente obediencia al rey Fernando VII, ordenando festejos solemnes en toda la provincia para acompañar el juramento. Estableció también un empréstito patriótico, hipotecando las fincas del Estado.
Desautorizando la promesa que Manuel Cabañas hizo a Belgrano respecto de dejar en libertad a los prisioneros capturados al ejército auxiliar, Velasco los hizo conducir a Asunción, en donde los alojó en un barco y los empleó en trabajos forzados. El 9 de abril despachó hacia Montevideo un barco al mando de Francisco Fornell y del sargento mayor Carlos Genovés, con 5 oficiales y 195 soldados prisioneros. Las comunicaciones fluviales con Montevideo habían sido restauradas por el virrey Francisco Javier de Elío.

## Ocupación de Corrientes
Para impedir un nuevo ataque al Paraguay, el 7 de abril de 1811 el comandante realista de Ñeembucú, Jaime Ferrer, avanzó con una flotilla de barcos realistas y se apoderó de los 8 barcos que se hallaban en el puerto de Corrientes. El 17 de abril llegaron a Corrientes un bergantín  y dos faluchos armados enviados por Elío desde Montevideo con armas, municiones y 5 oficiales. Ese día Ferrer envió un ultimátum al teniente gobernador Elías Galván, para que en el término de dos horas se declarase aliado de los realistas y reconociese a Elío como virrey del Río de la Plata. Galván abandonó la ciudad refugiándose en las cercanías, mientras que el Cabildo de Corrientes entregó la ciudad a los realistas. El 19 de abril Ferrer desembarcó y ocupó la ciudad, haciendo jurar al día siguiente fidelidad al Consejo de Regencia de Cádiz, quedando como comandante provisorio designado por Velasco hasta la llegada del comandante designado, Blas José de Roxas Aranda. Éste se hizo cargo del gobierno el 28 de abril lanzando un proclama contra la «turbulenta y facinerosa Junta de Buenos Aires».

## Misión del capitán Abreu
El 22 de marzo de 1811 el capitán general de Río Grande de San Pedro, Diego de Souza, recibió la noticia de la capitulación de Belgrano en Tacuarí, felicitando ese día a Velasco y enviándole copias de sus dos cartas anteriores en las que le prometía auxilios:

Cuente pues V.S. con los auxilios en ellos prometidos y queriendo que nos entrevistemos para coordinar el plan de las operaciones sucesivas, como juzgo preciso, avíseme en que día y lugar nos podamos encontrar para estar allí sin tardanza. El capitán de Dragones Sebastián Barreto, portador del presente oficio, dirá a V. S. más cosas interesantes y le certificará la mucha estima que tengo a las virtudes de V. S.

El capitán Sebastián Barreto no pudo entregar el oficio a Velasco, por lo que el 10 de abril Souza envió con la misma comisión al capitán José de Abreu, y una segunda nota:

Pero en las actuales circunstancias en que considero la debilidad de los recursos de Montevideo, creo que es de la mayor importancia que las fuerzas de V.S., auxiliadas por las mias, y conjuntamente con las de Montevideo, sean empleadas a liberar el país del Uruguay de la dominación de Buenos Aires sin lo cual ni su gobierno, ni aquel desejarán de estar siempre amenazados o inquietos.

Velasco le respondió el 29 de marzo:

Me lisongeo que unidas las tropas del Paraguay con las Lusitanas, toda la América del Sud no es capaz de sustraer los territorios de mi mando de la dominación del Sr. Don Fernando Séptimo y unión a la Metrópoli.

Ya sin necesidad de intervenir en el Paraguay, el 27 de abril Souza comunicó a Velasco que iniciaba con sus tropas «la campaña de Montevideo, actualmente en insurrección e invadida por Manuel Belgrano», dejando en Río Grande escasas fuerzas. Abreu fue retenido en Itapúa por 15 días, hasta que el 29 de abril Yegros lo autorizó a continuar hacia Asunción al día siguiente. El 9 de mayo llegó a Asunción, en donde unas 3000 personas lo escoltaron a la casa del gobernador. Velasco le manifestó «que todo su empeño era ponerse a los pies de la Serenísima Señora Doña Carlota, pues que no reconocía otro sucesor a la Corona y Dominios de España», reconocimiento sin el cual las tropas portuguesas no lo auxiliarían, por orden del conde de Linhares a Souza. El 13 de mayo Velasco convocó al Cabildo y al obispo para considerar el ofrecimiento de Abreu, siendo aceptada unánimemente la proposición. El cabildo entregó una carta a Abreu aceptando la ayuda portuguesa, sin embargo, Velasco se opuso terminantemente al ingreso de tropas portuguesas «q.e por ahora no necesita esta Provª», pero escribió a Souza el 13 de mayo solicitándole una ayuda de 25 000 pesos.

## Revolución del 14 de mayo

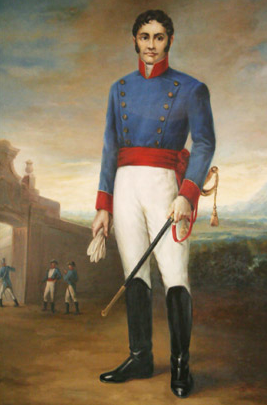
Pedro Juan Caballero.

El resentimiento de los oficiales criollos contra el gobernador Velasco luego de que éste no recompensara a los milicianos por sus victorias, junto con el temor del ingreso de fuerzas portuguesas a la Intendencia del Paraguay, y el accionar propagandístico de Belgrano, llevó a que condensara en torno a Fulgencio Yegros una conspiración para finalizar la dependencia de la Intendencia del Paraguay respecto del virrey Elío y del Consejo de Regencia de España. Como Yegros se hallaba en Itapúa, Gaspar Rodríguez de Francia dirigió la planificación del golpe en la capital. Allí fue decisivo el accionar del capitán Pedro Juan Caballero y del alférez Vicente Ignacio Iturbe, quienes lograron el concurso de los soldados del cuartel de Asunción. 
El plan inicial preveía un movimiento sincronizado. En Itapúa se levantaría Fulgencio Yegros; en Corrientes, Blas José de Rojas; quienes destacarían columnas hacia Asunción, a las que se uniría Manuel Atanasio Cabañas en la Cordillera, entrando en la capital el 25 de mayo, primer aniversario de la revolución de Buenos Aires.
El 24 de abril de 1811 Iturbe fue llamado a prestar declaración, ya que el abogado Juan de la Cruz Bargas delató la existencia de una conspiración, poniendo en sospechas a las autoridades. Como el viaje de Yegros a Asunción para ponerse al frente de la revolución no podría dejar de ser advertido por Velasco, Caballero decidió no esperarlo y adelantar el golpe ante el peligro de que fueran arrestados. El 13 de mayo el Cabildo aceptó unánimemente el ofrecimiento del ingreso a la Intendencia del Paraguay de tropas portuguesas, pese a la oposición de Velasco. El asesor del gobernador, Pedro Somellera, afirmó que él comunicó a los principales complotados la decisión secreta del Cabildo, alarmado por el peligro portugués. En la mañana del 14 de mayo Iturbe recibió el aviso de su pariente, el síndico procurador del cabildo Juan Antonio Fernández, sobre que Velasco estaba al corriente de sus reuniones subversivas en la casa de Juan Francisco Recalde, transmitiendo la noticia a Caballero.   
Antes de que Abreu partiera el día 15 con la comunicación del Cabildo, Caballero hizo replicar inesperadamente las campanas de la catedral a las 10 de la noche del día 14, señal convenida para que los complotados se reunieran en el cuartel general frente a la plaza. Caballero e Iturbe avanzaron hacia el cuartel con 3 compañías de infantería y 3 de artillería, siéndole franqueado el paso por el comandante de la guardia, capitán Mauricio José Troche, lográndose apoderar del parque de artillería y de las armas sin ninguna resistencia. Las fuerzas acantonadas en el cuartel eran: 106 soldados al mando del capitán Juan José Vera, 34 milicianos de San Isidro de Curuguaty al mando de Troche, y una compañía de fusileros al mando de Cuestas. Caballero fue reconocido como comandante del cuartel y comenzó a reunirse parte del pueblo en torno al mismo. Cuando el mayor de plaza Cabrera retornó al cuartel con 8 soldados que realizaban una ronda, fue arrestado por Iturbe. Velasco envió a un sacerdote al cuartel para averiguar qué ocurría, y luego recibió una intimación de Iturbe para que renunciara al gobierno, pero Velasco se negó, además de intimarlo a que no dejara partir a los enviados portugueses. Se le hizo una nueva propuesta para que admitiera a dos personas como adjuntos en los despachos de gobierno hasta la celebración de un congreso provincial que determinara la forma de gobierno, pero el gobernador lo rechazó también.  
Como el gobernador no cediera, se dispuso de dos cañones y se enviaron patrullas a recorrer las inmediaciones, mientras se convocaba a más adictos para aumentar las fuerzas, repartiéndose armas. En la mañana del 15 de mayo Velasco desestimó los planes del teniente coronel Gamarra para atacar el cuartel y aceptó que para el despacho de gobierno le fueran asociados dos individuos, el criollo Rodríguez de Francia y el español Juan Valeriano de Zeballos. El nuevo gobierno sería provisoria hasta la celebración de un congreso provincial. El asesor de Velasco, el porteño Pedro Somellera propuso enviar un pliego a Buenos Aires relatando lo ocurrido, misión para la cual fue designado José de María, pero al llegar Francia al cuartel disuadió a Caballero para no darles un alegrón a los porteños. Ese mismo día se integró el gobierno provisional con Velasco al frente, quien emitió un bando prohibiendo la circulación de personal desde las 9 de la noche. El cambio de gobierno se había consumado sin disparar una sola bala.
El 17 de mayo Velasco emitió un bando dando 24 horas para que todo quien tuviera armas de fuego la entregase al gobierno y aclarando que el cambio de gobierno:

(...) no ha tenido por causa y por objeto en la presente determinacion, el entregar, ó dexar esta Provincia al mando, autoridad y disposicion de la de Buenos Ayres, ni de otra alguna ni de mucho menos el sugetarla á ninguna Potencia extraña. (…) reconociendo siempre al desgraciado Soberano bajo cuyos Auspicios vivimos, uniendo y confederandose con la misma Ciudad de Buenos Ayres para la defensa comun y para procurar la felicidad de ambas Provincias y las demas del continente, bajo un sistema de mutua union, amistad y conformidad, cuya base sea la igualdad de Derechos.

En Itapúa Yegros arrestó a 115 españoles y se apoderó de los botes que custodiaban el río Paraná. Marchó inmediatamente con sus soldados hacia Asunción, dejando a Vicente Antonio Matiauda como comandante interino de la frontera. En el camino fue alcanzado por un mensajero de su hermano que le comunicaba los sucesos de Asunción. Yegros, partidario de la Junta de Buenos Aires, hizo seguir al mensajero hacia Itapúa para que Matiauda comunicara los acontecimientos a las autoridades fronterizas dependientes de Buenos Aires. El 21 de mayo Yegros entró en Asunción, saludado por una salva de 21 cañonazos. A Jaime Ferrer se le separó del mando de Ñeembucú y de la flota fluvial.

## Liberación de Corrientes
- Wikisource contiene obras originales de o sobre Revolución de mayo de 1811.

El comandante realista de Corrientes adhirió al movimiento y el 16 de mayo y de acuerdo con el regidor Ángel Fernández Blanco apresó a unos 100 españoles de la ciudad, apoderándose de 13 barcos. El 30 de mayo el gobierno de Asunción ordenó:

La ocupación de la ciudad de Corrientes por las fuerzas de esta provincia fué solamente consultando la seguridad, necesária en mención á la falta de espresion suficiente en la capitulacion hecha después del ultimo combate en Tacuarí entre el General de las tropas de esta ciudad, y el de las de Buenos Aires, pero el presente Gobierno de acuerdo con el Comandante y Oficiales del cuartel general de esta plaza, ha resuelto el procurar terminar por medios pacíficos las diferencias ocurridas con la citada ciudad de Buenos Aires, y como no hay motivo de esperar de la prudencia y circunspección de la Excelentísima Junta de aquella ciudad el que penetrada de iguales sentimientos de razon y humanidad deje de adoptar un sistema tan benéfico y justo como el mas natural y aun necesario en las presentes circunstancias a fin de conservar la unión y seguridad general de las provincias de este continente: se ha acordado igualmente prevenir a Usted que luego al recibo de esta orden evacué y deje enteramente libre esa ciudad, dando a saber á su Ilustre Ayuntamiento y Comandante, si este se hallase en oportunidad, que en lo sucesivo deben observar el mismo régimen y gobierno que tenian anteriormente subordinado, a la propia Exma. Junta de Buenos Aires como Dependiente de aquella capital.

## Derrocamiento de Velasco

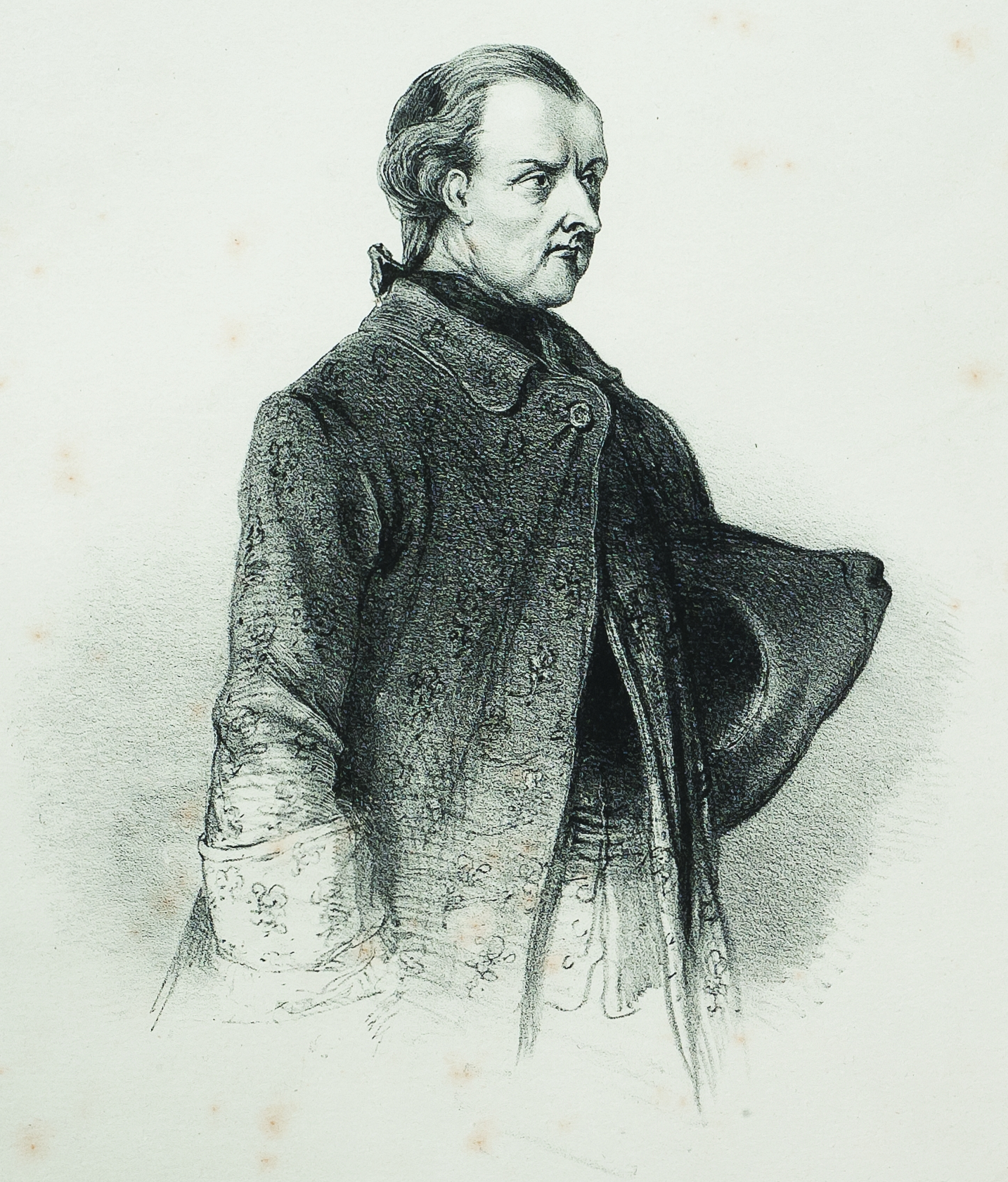
Gaspar Rodríguez de Francia, dibujo de A. Demersay.

El capitán Abreu se disponía a partir de Asunción el 15 de mayo con la respuesta reservada de Velasco, pero Francia y Zevallos le retuvieron el pliego y redactaron otro. Cuando el comandante de Concepción, Pedro Gracia, tuvo conocimiento de lo ocurrido en la capital, huyó hacia el Mato Grosso.
Luego de que se formara la Junta Superior Gubernativa del Paraguay, presidida por Velasco, el 1 de junio se recibió una nota reservada (fechada el 8 de abril de 1811) del embajador español en Río de Janeiro, marqués de Casa Irujo, en la que se le ordenaba que «por ningún motivo consintiese, que tropas portuguesas pisasen en la provincia, ni con pretexto de sujetar a los insurjentes».
Entre el 17 de junio y el 20 de junio de 1811 se reunió un congreso provincial que decidió: «No reconocer otro soberano que Fernando VII y sostener los derechos, libertad, defensa e indemnidad de esta provincia». Cuando el capitán Blas José de Rojas interceptó en La Bajada una carta de Genovés a Velasco instándolo a continuar sus planes de acuerdo con los portugueses, los criollos de Asunción se convencieron de derrocar a Velasco.
El 19 de junio Velasco fue destituido y apresado junto con los miembros del cabildo, acusados de entendimiento con Elío en Montevideo y de negociar con los portugueses para defender la monarquía aún al precio de depender del Imperio portugués. Los detenidos quedaban a disposición del congreso que se estaba celebrando. El Congreso decidió que Velasco cesara completamente en el mando y nombró una Junta Superior Gubernativa presidida por el teniente coronel Fulgencio Yegros, como presidente y comandante general de armas e integrada por los vocales: Rodríguez de Francia, el capitán Pedro Juan Caballero, el sacerdote Francisco Javier Bogarín y Fernando de la Mora, además de un secretario que nombraría la propia junta. Se dispuso que los cargos de la Junta no duraran más de 5 años. Quedaban dentro de las atribuciones de la Junta nombrar y señalar los sueldos de los empleados públicos, mantener el ejército y establecer impuestos, así como nombrar por única vez a los miembros del Cabildo de Asunción. Los españoles fueron cesados en todos sus empleos, excepto Zeballos. Todo reconocimiento de autoridades españolas quedaba suspendido, pero los miembros de la Junta debían reconocer como único soberano a Fernando VII.
Se resolvió que:

(...) esta Provincia no sólo tenga amistad, buena armonía y correspondencia con la Ciudad de Buenos aires y demás provincias confederadas, sino que también se una con ella para el fin de formar una sociedad fundada en principios de justicia, de equidad y de igualdad (...)

Las bases de la relación con Buenos Aires fueron determinadas por el Congreso como: independencia absoluta del Paraguay hasta la reunión de un congreso de las Provincias Unidas; abolición del impuesto de sisa y arbitrio que la yerba mate pagaba en Buenos Aires; extinción del estanco de tabaco; envío de un diputado al Congreso, cuyos reglamentos, formas de gobierno o constitución debían ser ratificados por el Congreso paraguayo, siendo designado Rodríguez de Francia, quien antes lo había sido por el cabildo.
La Junta asumió sus funciones el 20 de junio de 1811, disolviendo el Congreso. El vocal Mora asumió provisoriamente la secretaría de la Junta. El 22 fue emitido un bando con las disposiciones del Congreso, entre ellas nombrando al comandante Blas José de Roxas como subdelegado del Departamento de Santiago, con agregación de los Pueblos de Itapúa, Trinidad y Jesús, y comandante de la frontera. Para la subdelegación de Candelaria la junta debía nombrar un subdelegado.

## Tratado confederal entre las juntas de Asunción y Buenos Aires

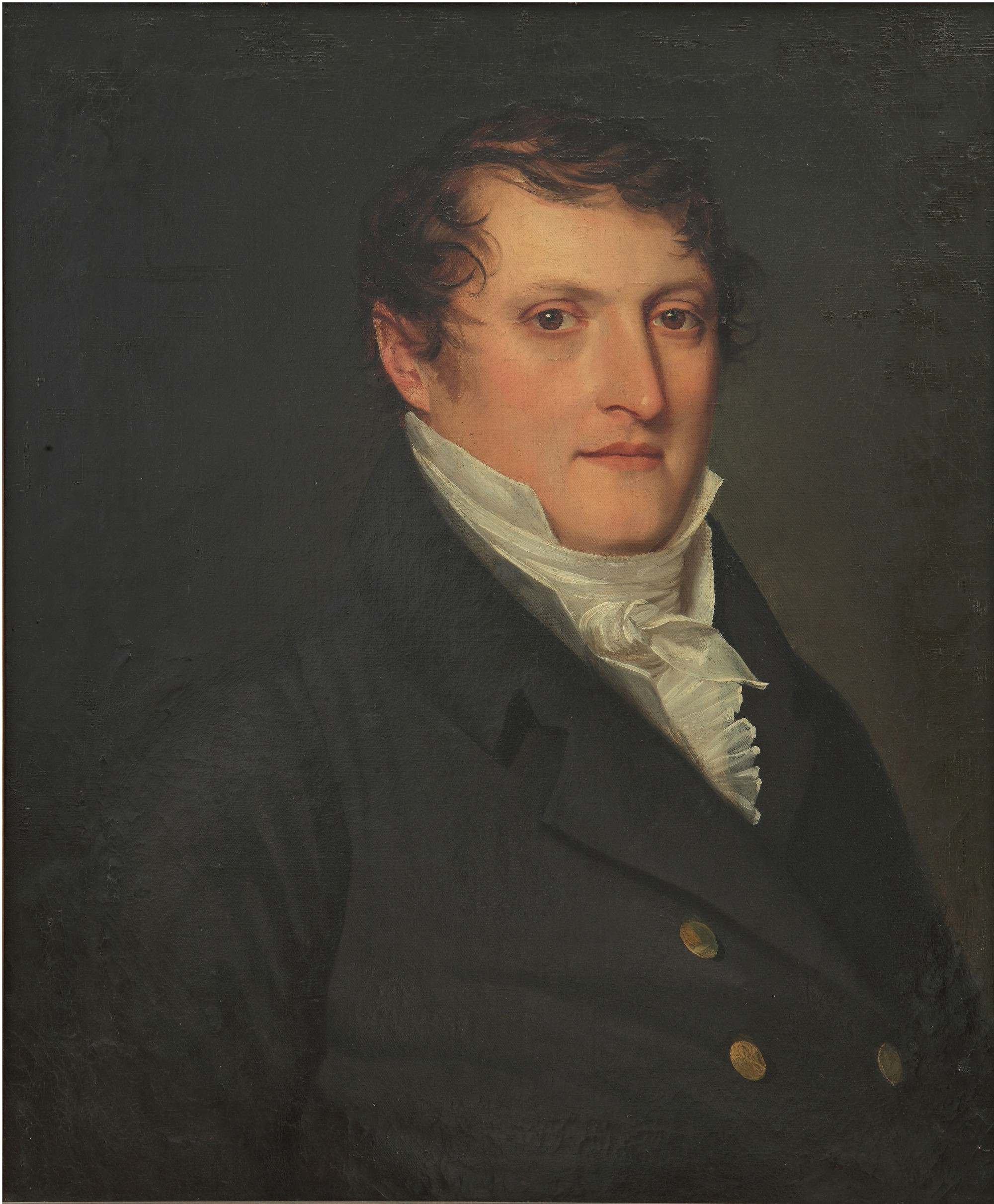
Manuel Belgrano, firmó el tratado confederal a nombre de la Junta de Buenos Aires.

El 20 de julio de 1811 la junta paraguaya envió una nota a la Junta de Buenos Aires en la que le comunicaba:

Primera: que mientras no se forme el Congreso general, esta Provincia se gobernará por sí misma, sin que la excelentísima junta de esa ciudad pueda disponer ni ejercer jurisdicción sobre su forma de gobierno, regimen, administración ni otra alguna causa correspondiente á ella.
(...)
Cuarta: que cualquier reglamento ó constitución que se dispusiese en dicho Congreso general, no deberá obligar á esta Provincia hasta tanto se ratifique en junta plena y general de sus habitantes y moradores.
Nota de la Junta del Paraguay a la Junta de Buenos Aires del 20 de julio de 1811

Expresaba también la nota que: La Provincia no podía dar una prueba más positiva de sus sinceros deseos de accesión á la confederación general, y defender la causa común del señor Don Fernando VII.
La Junta Grande de Buenos Aires respondió por otra nota del 28 de agosto de 1811 aceptando el autogobierno paraguayo en los siguientes términos: Si es la voluntad decidida de esa provincia gobernarse por sí y con independencia del gobierno provisional, no nos opondremos a ello. 
Se estableció un proyecto de confederación entre las Provincias Unidas del Río de la Plata y Paraguay, pero los intereses contrapuestos de las elites porteñas y asuncenas chocaron. El 12 de octubre de 1811 se firmó con los enviados de Buenos Aires, Manuel Belgrano y Vicente Anastasio de Echevarría, un Tratado de Amistad, Auxilio y Comercio, reconociendo el gobierno de Buenos Aires la autonomía de la Provincia del Paraguay hasta la celebración de un congreso general que decidiera la forma de gobierno, estableciendo de hecho la independencia del Paraguay. Rodríguez de Francia fue elegido como diputado al congreso general de las provincias del Río de la Plata, aunque no viajó. Ningún otro paso se dio hacia la formación de una confederación y el Paraguay se comportó como un estado independiente desde entonces.
El río Paraná quedó como límite provisorio entre las juntas de Asunción y Buenos Aires, pero se dejaba en custodia provisoria del gobierno de Asunción el Departamento de Candelaria.